# Brousse du Rove
Pour les articles homonymes, voir brousse.
La brousse du Rove est un type de brousse, fromage de lactoserum de chèvre, originaire de la commune du Rove, dans les Bouches-du-Rhône.

## Histoire
Pour la distinguer des autres brousses de la région, permettre une communication plus claire sur un produit de qualité et la protéger des appétits de certains, un dossier est déposé par huit éleveurs au printemps 2007. En effet certains industriels ou artisans voyant une plus-value possible étaient tentés d'entretenir le doute avec un produit intéressant mais ne demandant pas le travail important et la qualité de l'alimentation de ce cheptel particulier (agropastoralisme sur les chaînes du Rove et de l'Étoile principalement).
La brousse du Rove bénéficie d'une Appellation d'origine contrôlée depuis le 31 mai 2018, 

Dans le livre « Balade au pays des fromages : Les traditions fromagères en France » de Jean Froc, on peut lire : « Dans les Bouches-du-Rhône, cette recuite, issue de la race de chèvre du Rove, s'appelle brousse du Rove. Elle est remarquée au moins depuis le début du XIXe siècle. De nos jours, cette brousse toujours rare et recherchée à Marseille et dans la région, a changé : elle est faite soit avec le lait des chèvres du Rove, soit avec du lait de vache ; en tout cas, c'est de lait qu'il s'agit et non plus de lactosérum. Néanmoins, elle est encore dégustée sucrée, arrosée d'eau de fleur d'oranger, ou sert de base à un gâteau aux œufs ».

## Production
La brousse du Rove (AOC et AOP) est une production fermière uniquement, à base de lait entier de chèvre de la race Rove et non pas avec du lactosérum, au contraire des autres brousses qui sont des fromages de lactosérum. La brousse du Rove est donc bien un fromage au sens de l'administration française, comme pour l'office fédéral suisse de la santé publique, et non plus une recuite.
Les chèvres du Rove sont menées en agropastoralisme sur les garrigues du Rove, de l'Étoile et d'autres massifs entourant Marseille. On peut ainsi croiser le berger, ses chèvres et ses chiens autour de la Nerthe, de Septeme, Simiane, Mimet, etc. Elles ont une alimentation qui doit équilibrer l'herbe, les genêts et ajoncs (argelas Genista scorpius) et autres plantes ou arbustes (chêne kermes Quercus coccifera)  de cette garrigue imprégnée des arômes du thym, du romarin, ou d'autres plus subtils comme l'Hélichryse immortelle et bien d'autres encore. Elles sont ramenées à la chèvrerie pour la traite en fin d’après-midi.
Dans le cas de la commune du Rove, la traite se fait à la main, à l'étable de Vérune, au centre des pâturages dont une partie domine l'étang de Berre et l'autre la rade de Marseille dans des paysages à couper le souffle. Puis il est descendu à la chèvrerie au Rove pour être transformé. La ferme est familiale et pluricentenaire au contraire de celle de Septême où le dernier fermier a cédé sa place depuis quelques années à une chèvrerie municipale où l'exploitant emploie un berger. Outre la valeur patrimoniale de cette chèvrerie, l'autre but recherché est le maintien d'un paysage ouvert, le débroussaillage "écologique" en particulier dans le cadre de la lutte contre les incendies.

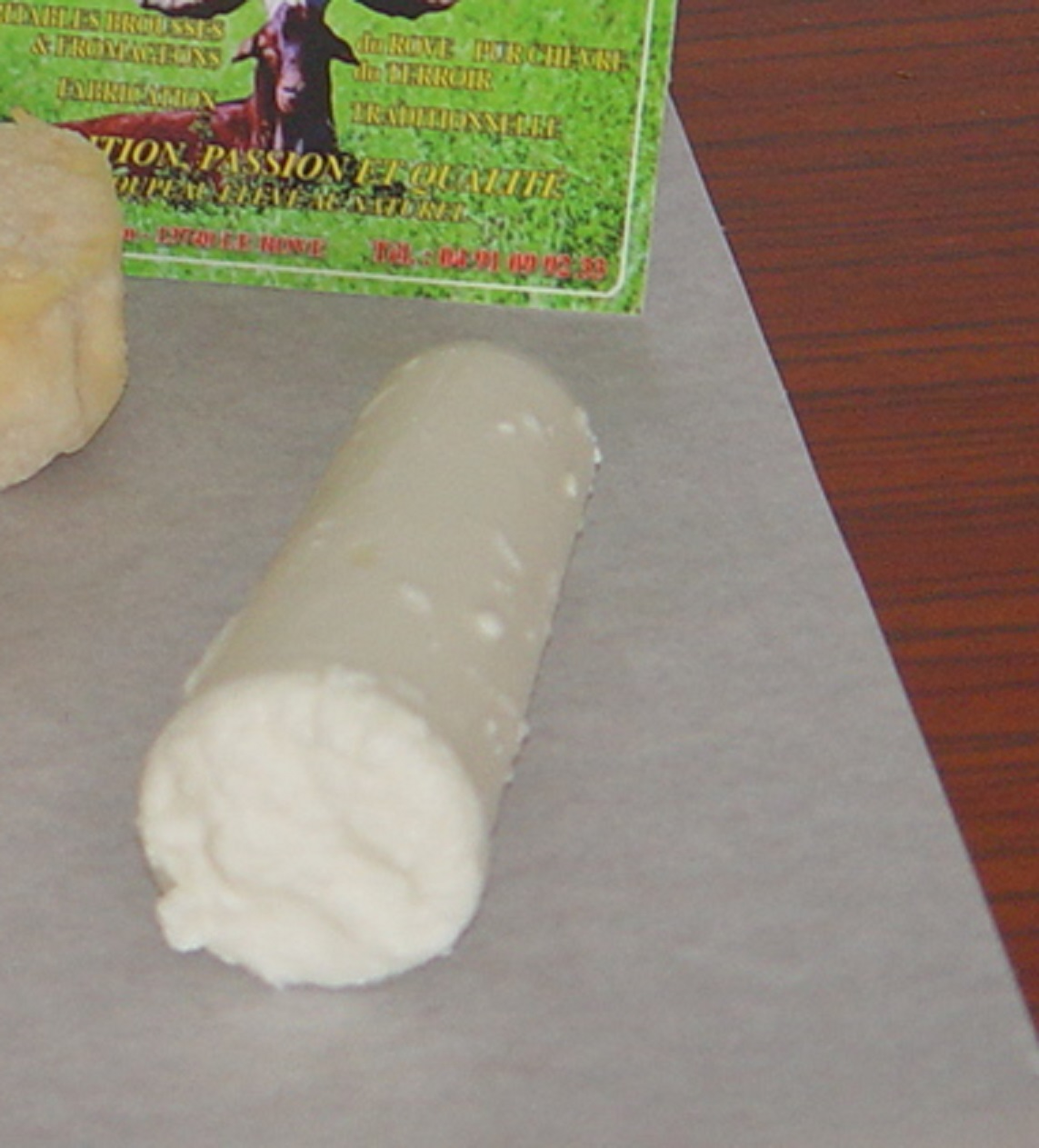

Immédiatement après la traite, le lait est monté progressivement en température jusqu'à ~90 °C (il est donc pasteurisé), laissé à refroidir jusqu'à  ~70 °C, puis l'éleveur-fromager ajoute du vinaigre d’alcool. Il recueille les grumeaux obtenus avec une écumoire et les moule dans des formes coniques allongées de 12 cm de longueur. Les rendements et effluents de ces fromages sont à comparer avec ceux d’autres fromages et autres fromages de lactosérum. 
Le taux exceptionnel de matières grasses du lait de ces chèvres est de 45 g par litre .
Les faisselles cylindriques allongées seraient une réminiscence de la tradition qui les aurait fait servir dans des cornes de bélier qui avaient laissé la place à des cornets en fer blanc puis en plastique. On la trouve aussi en "paniers ".

## Modes de consommation
Traditionnellement, elle est servie en cône, avec des coulis ou autres accompagnements ou simplement nature.